# Longanimidad
La longanimidad (del latín longus, largo + animus, alma: largo sufrimiento)o "perseverancia"  y ayuda a mantenerse fieles al Señor a largo plazo. Nos permite realizar un trabajo de larga duración sin decaer

Según el diccionario de la Real Academia española de 1780:
"s. f. El quinto de los frutos del Espíritu Santo, que es una firmeza del ánimo, con que el justo espera los sucesos futuros. Longanimitas."

Similar a la paciencia. Permite esperar con ecuanimidad, sin queja ni amargura, y todo el tiempo que Dios quiera, las dilaciones queridas o permitidas por Él, antes de alcanzar las metas ascéticas o apostólicas que nos proponemos.
Evita :
- El aburrimiento que proviene del deseo del bien que se espera.
- La pena que provienen del deseo del bien que se espera
- La lentitud y duración del bien que se hace, o del mal que se sufre.

Da la certeza plena de que -si pone los medios, si hay lucha ascética, si persevera, siempre- se realizarán esos propósitos, a pesar de los obstáculos objetivos que se pueden encontrar, a pesar de las flaquezas, de los errores y pecados, si los hubiera.
En el apostolado, la persona longánime se propone metas altas, al querer de Dios, Sin importar los resultados, con santa tozudez y constancia.
No confía en sí mismo, pero confía en Dios, no se basa en sus propias fuerzas, confía en gracia. Se domina a sí mismo y tolera por amor y el deseo de paz. 

Romanos 2:
3. Y ¿te figuras, tú que juzgas a los que cometen tales cosas y las cometes tú mismo, que escaparás al juicio de Dios?
4. O ¿desprecias, tal vez, sus riquezas de bondad, de paciencia y de longanimidad, sin reconocer que esa bondad de Dios te impulsa a la conversión?
5. Por la dureza y la impenitencia de tu corazón vas atesorando contra ti cólera para el día de la cólera y de la revelación del justo juicio de Dios,
Por ejemplo: Al final de un año consagrado a la virtud seamos más fervorosos que al principio.
El Señor cuenta con el esfuerzo diario, sin pausas, para que la tarea apostólica dé sus frutos. Si alguna vez éstos tardan en aparecer, si el interés que hemos puesto por acercar a otros a Dios parecieran estériles, el Espíritu Santo nos dará a entender que nadie que trabaje por el Señor con rectitud de intención lo hace en vano. 
Es el pefecto desarrollo de la virtud de la esperanza. 
La persona que no tiene este fruto confía poco en el Señor, ve todo oscuro, pesimista y que no sabe esperar, compadecer y socorrer oportunamente al prójimo.